# Esteban Gonnet

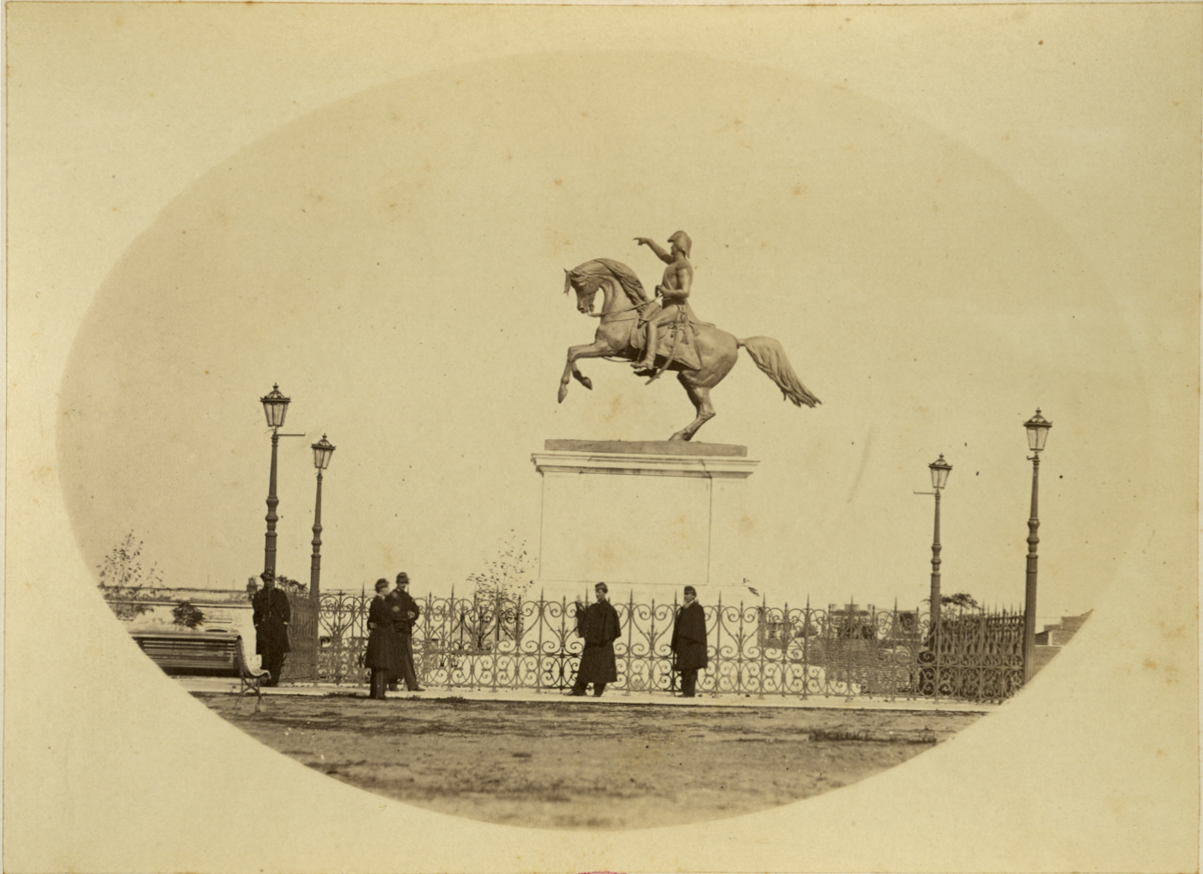
Monumento al General San Martín (Buenos Aires, 1864).

Esteban Gonnet (Victor Etienne Gonnet) (3 de septiembre de 1829 - 30 de marzo de 1868) fue un fotógrafo nacido en Grenoble, Francia y emigrado a Buenos Aires, Argentina, desde New Castle, Inglaterra en 1857, a bordo del barco Primer Argentino. Su hermano fue Louis Gonnet, de profesión imprentero, que ya residía en la Argentina y quien fuera padre de Manuel Bernardo Gonnet, el cual lleva el nombre de la localidad homónima "Gonnet" perteneciente a la ciudad de La Plata. 
Fue oficial de larga distancia de la armada francesa entrando como aspirante en Toulon, Francia en 1845. En octubre de 1855 realizó un máster en Marina Mercante en el Departamento de comercio y de la industria en la ciudad de Dundee, Escocia.
Comenzó a dedicarse a la fotografía al arribar a esta ciudad.
Fue agrimensor y habría trabajado con su sobrino Hippolyte Gaillard de misma profesión también residente en Buenos Aires. 
Muchas de sus fotografías que se conservan no tienen su firma, pero se le atribuyen por llevar el sello de su estudio "25 de Mayo 25". Fue el editor del primer álbum por el sistema negativo-positivo en la Argentina.

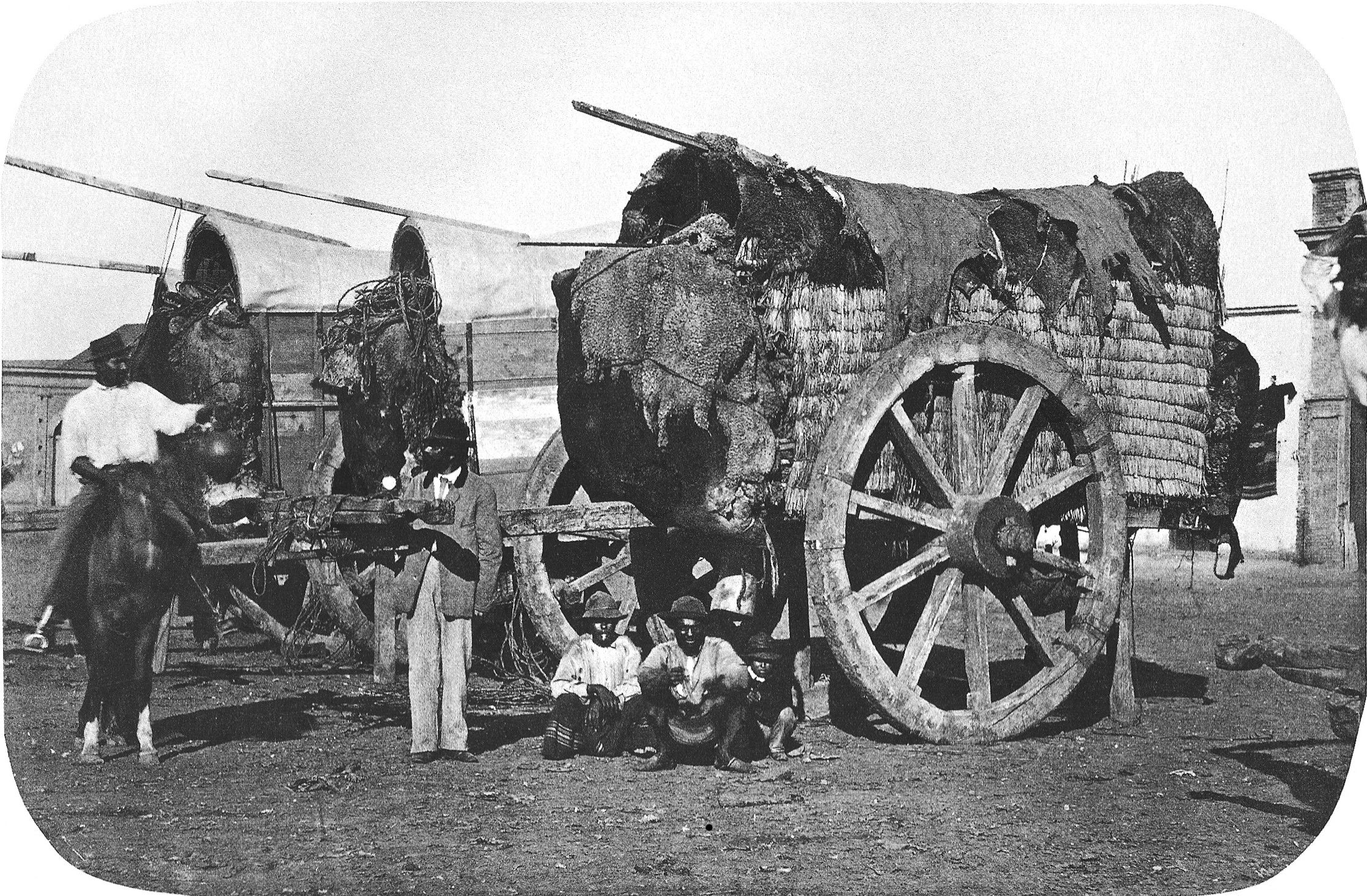
Gonnet Carretas

En 1864 sus tomas sirvieron para hacer litografías y ser publicadas en los diarios; éstas reflejaban la vida y costumbres rurales mostrando aborígenes y paisanos. Si bien realizó fotos urbanas, las de mayor importancia para la fotografía documental son las de origen rural.
Al igual que su contemporáneo Benito Panunzi, su obra se destaca tanto por su valor testimonial como por sus cualidades estéticas y perfección técnica, así como por ser los precursores del género en Argentina. Abel Alexander señala que la innovación de Gonnet se refiere tanto a los temas elegidos (paisaje frente al retrato en estudio, que era el género más practicado por esa época) y por el uso de un proceso negativo-positivo, en lugar del daguerrotipo.

«Por éste y otros motivos técnicos y comerciales, el registro de vistas urbanas y rurales fue de hecho muy escaso durante las primeras décadas de nuestra fotografía, de ahí la importancia iconográfica que asumen estos precisos y preciosos testimonios visuales sobre la realidad urbanística, social, geográfica, económica y paisajista de la joven nación.
Como antecedentes más antiguos del país, debemos mencionar los valiosos daguerrotipos de vistas que, dedicados al sector céntrico de la ciudad de Buenos Aires, se ejecutaron hacia la década de 1850; estas nueve obras se atesoran en el Museo Histórico Nacional y, algunas de ellas, se encuentran firmadas por el célebre norteamericano Charles De Forest Fredricks.»
Abel Alexander

En la mayoría de sus fotografías buscaba exponer lo más típico del gaucho, estereotipando las costumbres argentinas, utilizando objetos como símbolos que contribuirían a formar un lenguaje icónico en las imágenes. Estas se vendían en el extranjero -especialmente en Europa-, en donde la fotografía de viajes o lugares lejanos estaban cobrando popularidad.
Gonnet editó dos álbumes de fotografías en 1864: "Recuerdos de Buenos-Ayres" y "Recuerdos de la Campana de Buenos-Ayres", compuestos cada uno por 20 copias a la albúmina. Durante mucho tiempo, estos álbumes se habían atribuido a su colega Benito Panunzi. La investigación histórica realizada para la edición del libro "Buenos Aires ciudad y campaña. Fotografías de Esteban Gonnet, Benito Panunzi y otros 1860-1870" editado por la Fundación Antorchas, estableció que muchas de las fotografías atribuidas a Panunzi, eran en realidad obra de Gonnet. 
Falleció célibe el 30 de marzo de 1868 en la ciudad de Buenos Aires a causa de un aneurisma, siendo testigo el escultor francés Elias Duteil. 